# 甘露寺受長
甘露寺 受長（かんろじ おさなが、1880年〈明治23年〉10月5日 - 1977年〈昭和52年〉6月20日）は、日本の華族（伯爵）。甘露寺家第35代当主。東宮侍従、侍従、侍従次長、明治神宮宮司を歴任した。官位は従二位勲一等。

## 生涯

### 誕生と学生時代
1880年（明治23年）、甘露寺義長の長男として生まれる。母は子爵勘解由小路資生の四女・立子（たつこ）。

### 宮中奉仕の時代
学習院初等科、中等科、高等科を経て東京帝国大学法科卒業。法学博士。学習院初等科在学中より皇太子嘉仁親王（後の大正天皇）の御学友として、宮中出仕した。
1910年（明治43年）12月、東宮侍従に任じられ、大正天皇践祚の後も東宮侍従として裕仁親王（のちの昭和天皇）に仕えた。
1917年（大正6年）9月26日、父・義長が帰幽すると、10月20日に家督を継承し、当主となった。
1926年（昭和元年）12月25日、裕仁親王即位に伴い、侍従に任じられる。
1939年（昭和14年）5月26日、侍従次長に就任した。
1946年（昭和21年）8月12日、掌典長に就任した。
1950年（昭和25年）、長谷外余男熱田神宮宮司の願い出に応じ、非公式に生物学御研究所前に於いて勅祭社宮司の拝謁の機会をつくった。この拝謁が、毎年行われている勅祭社宮司会の拝謁の契機となった。
1952年（昭和27年）11月21日、2月4日に創業80年を迎えた大塚製靴の記念祝典に、来賓として出席した。
1953年（昭和28年）10月、第59回神宮式年遷宮に勅使として参向した。
1959年（昭和34年）、結婚前の正田美智子にお妃教育の一つである宮中祭祀を講義した。4月10日、皇太子明仁親王との結婚の儀に奉仕した。婚儀で、三箇夜餅の儀の役を夫婦でつとめた。5月21日、掌典長を辞した。

### 神明奉仕の時代
1959年（昭和34年）5月21日、掌典長を辞し宮内庁を退官したその同日、明治神宮宮司に任命され、神社本庁顧問に就任した。
1972年（昭和47年）2月4日、大塚製靴創業満100年記念式典に来賓として出席し、自身の経験や大塚製靴との関係に触れつつ祝辞を述べた。3月31日、93歳という高齢もあって宮司を辞し、4月1日、同宮として初の名誉宮司に就任した。
1977年（昭和52年）6月20日、港区南麻布の自宅に於いて、老衰のため帰幽した。6月24日、青山葬儀所に於いて、明治神宮・霞会館の合同葬として、葬儀が執り行われた。墓所は港区善光寺。

## 栄典

### 位階
- 1924年（大正13年）05月15日 - 正四位[13]

### 勲等
- 1935年（昭和10年）09月09日 - 勲二等瑞宝章[14]

### 記念章
- 1931年（昭和06年）03月20日 - 帝都復興記念章[15]
- 1940年（昭和15年）8月15日 - 紀元二千六百年祝典記念章[16]

## 著作
- 『背広の天皇』東西文明社、1957年。
- 『天皇さま』日輪閣、1965年。普及版：講談社、1975年。

## 親族

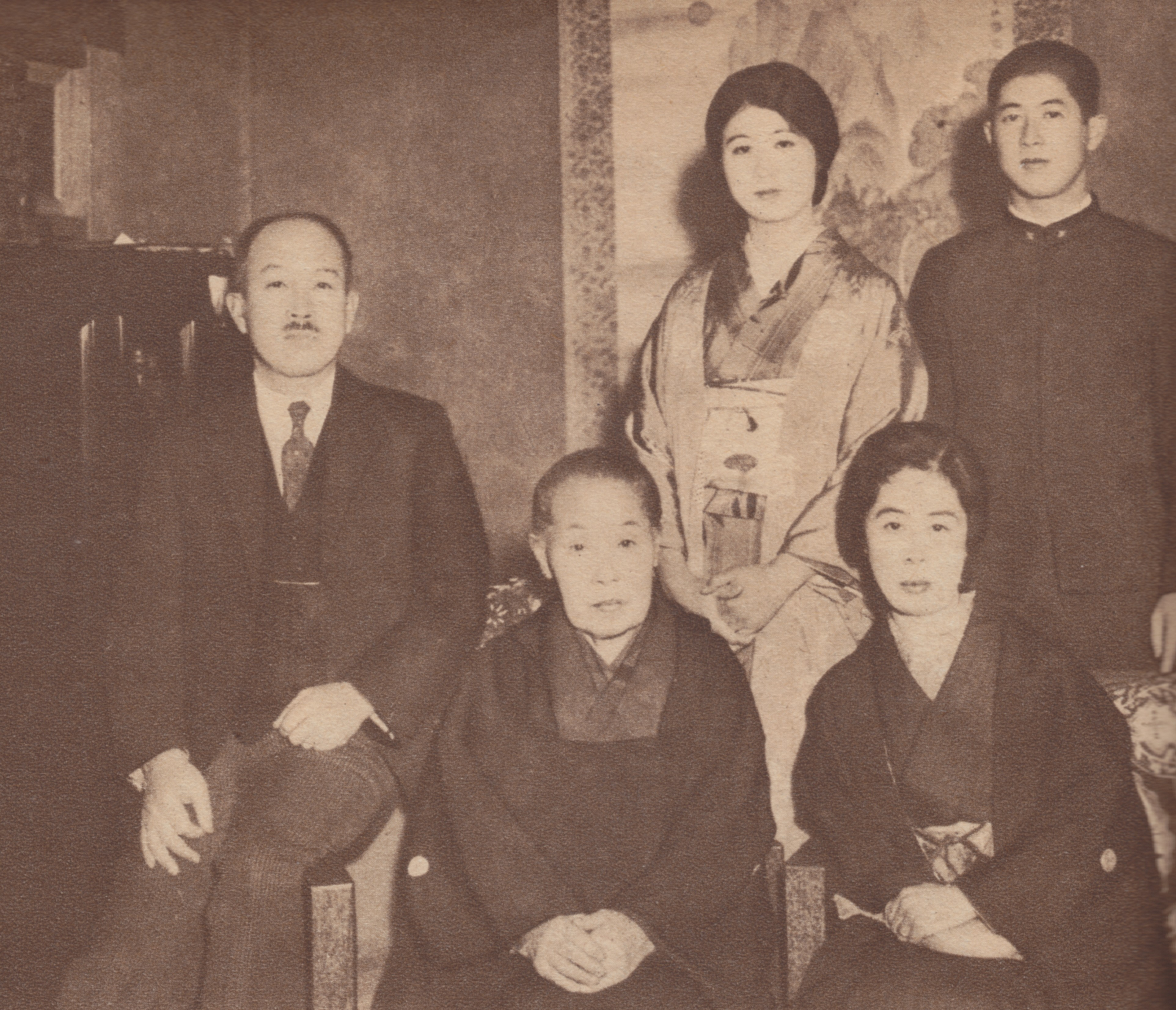
甘露寺受長（左端）と家族（昭和初期撮影）

出典がないものは、『平成新修旧華族家系大成』上巻, p. 477を参照している。
- 妻：満子女王 - 北白川宮能久親王第一王女
  - 長女：近藤績子（1906 - 1994） - 島津忠彦男爵夫人、のち近藤荒樹夫人
  - 次女：土方壽子（1907 - 1994） - 日本銀行総裁、土方久徴の長男、土方久雄夫人
  - 長男：甘露寺忠長（1909 - 1937） - 早世
  - 次男：甘露寺親房（1912 - 1994） - エスビー食品参与[17]

長女の績子の再婚相手、近藤荒樹と先妻伊久子の子・荒一郎（受長と血縁関係はない）は池田勇人の長女・直子と結婚している。また池田の娘婿（直子の妹の夫）は大蔵官僚を経て防衛庁長官や外務大臣、自民党幹部などを歴任した池田行彦であり、池田の甥（池田の妹の子）は田中角栄元首相の養女と結婚しているため、田中の長女田中眞紀子と眞紀子の夫で防衛大臣などを歴任した田中直紀などの田中家は池田家・近藤家・甘露寺家・北白川家を通して皇室と遠戚関係にある。また池田の三女はブリヂストン創業者石橋正二郎の甥・石橋慶一（石橋幹一郎などの従兄弟）と結婚しており、池田行彦と義兄弟の関係にある。また、田中家は石橋家の係累からも皇室とにつながっている。
弟の甘露寺方房は東洋カーボン（現在の東海カーボン）の監査役を務め、その妻は三菱財閥の3代目総帥・岩崎久弥の次女・澄子である。故に甘露寺家は三菱の創業者一族・岩崎家と姻戚関係にある。なお、岩崎久弥の従兄弟・岩崎小弥太（叔父である岩崎弥之助の長男）は薩摩藩の島津家から夫人を迎えており、島津家の係累からも甘露寺家は皇室と遠戚関係にある。また、方房の曾孫にあたる仁房は、プロ野球独立リーグの滋賀GOブラックスでプレーをするプロ野球選手である。
また、母方の従弟に作家の武者小路実篤がいる。

### 原文
1. ↑  「明治神宮宮司　甘露寺受長氏挨拶」
　まずもって本日は大塚製靴株式会社が創立百年をお迎えになりましたことを心からお祝い申し上げる次第でございます。
　私、今日ここにお呼ばれいたしましたが、さぞかし皆様どういう関係かとお思いになるかと存じますが、実は今の社長さんとは非常にご懇親いただいておるのでございますが、それよりも只今ご紹介いただきました明治神宮の宮司をいたしております関係をもちまして、この靴と明治天皇様との関係を皆様方万ご承知とは存じますけれども、ちょっと私の口から申し述べさせていただきたいと存じます。ご当社は明治五年にご発足になりましたのでございますが、なおその後明治十五年から明治天皇様のご用をおつとめになったのでございます。それから今日まで約九十年、宮内庁のご用達をおつとめになっているのでございます。明治、大正、昭和にわたって宮内庁の所謂ご用達をおつとめになっているということは何よりもおめでたいことと存ずるのであります。しかし、その間においてのご苦労のほどは専門家ではございませんから分かりませんけれども、さぞそれについてもお骨折りになったことと存ずるのでございます。
　なお、自分のことを申しまして相済みませんが、私は、明治、大正、昭和にわたって宮内庁におつとめさせていただいて居りまして、その関係をもちまして、侍従の職を奉仕いたしました折には、時々お靴をご注文になります時の寸法をはかることもいたしました。笑話でございますが、直接に商人の方がおやりになることはなかったこともあるのでございます。ですからさぞかし見事なお靴ができたろうと思います。
　余談でございますが陛下の御髪もかつては、靴と髪はちがいますけれども、バリカンで侍従がかったのでございます。それを今より五十年前、ご渡欧にお出になるときは、それではどうにもならないというので本職をお連れになってあちらにお出になった、そういう笑話もございますが、それと同じように、いつもご用をお取次ぎするときに、私も寸法をはかったもので、大変にご縁故が深いような気がいたします。このような席で笑話など申上げて失礼とは存じますが、そういうこともあったということを申述べて、今後ともに宮内庁のご用を末ながく、幾久しくされますことをここにお祈りいたしまして、私のお祝辞とさせていただきます。ありがとうございました。—『大塚製靴百年史：資料』, pp. 254–255, 資料26 創業満100年記念パーティの祝辞・祝電

### 書籍
- 竹本佳徳「甘露寺受長」『神道人名辞典』神社新報社、1986年、332-333頁。
- 藤本頼生「甘露寺受長」『戦後神道界の羣像』神社新報社、2016年。

### 官報
- 『官報』第3533号、1924年6月4日。
- 『官報』第1499号、1931年12月28日。
- 『官報』第2727号、1936年2月6日。
- 『官報』第5888号、1946年8月29日。

### 親族関係
- 早川隆『日本の上流社会と閨閥』（初刷）角川書店、1983年9月10日、56-63頁。
- 佐藤朝泰『門閥：旧華族階層の復権』（第1刷）立風書房、1987年4月10日。ISBN 4-651-70032-2。
- 神一行『閨閥：新特権階級の系譜』（第1刷）講談社〈講談社文庫〉、1993年10月。ISBN 4-06-185562X。